# WISE 0623-0456
WISE 0623-0456 (= EQ J0623-0456) is een bruine dwerg met een spectraalklasse van T8. De ster bevindt zich 37,7 lichtjaar van de zon.